# ОСУ-76
ОСУ-76 — дослідна радянська самохідна артилерійська установка (САУ) періоду Другої світової війни.
Була розроблена в березні — травні 1944 року як максимально полегшена та спрощена версія СУ-76 і як і остання, призначена для безпосередньої підтримки піхоти.
Маючи схожу конструкцію та однакову артилерійську частину з СУ-76, ОСУ-76 базувалася на агрегатах більш раннього легкого танку Т-60.
Три прототипи ОСУ-76 були виготовлені влітку 1944 року, проте їх випробування виявили недостатню стійкість настільки легкої САУ при стрільбі з 76-мм гармати, а також незадовільну рухливість, через що на озброєння ОСУ-76 прийнята не була.